# Cmentarz Passy
Cmentarz Passy (fr. Cimetière de Passy) – cmentarz w XVI dzielnicy Passy w zachodniej części Paryża. Znajduje się na nim mauzoleum Marii Baszkircew.

## Pochowani na Cmentarzu Passy
- Bảo Đại – ostatni cesarz Wietnamu
- Natalie Clifford Barney
- Jean-Louis Barrault
- Maria Baszkircewa
- James Gordon Bennett Jr.
- Tristan Bernard
- Julie Bienvenüe – żona marszałka Ferdinanda Focha
- René Boylesve
- Jerzy Brassow – nieślubny syn Natalii Szeremietjewskiej i niedoszłego cara Rosji Michała II Romanowa
- Emmanuel de Las Cases
- Antoni Cierplikowski (jedynie prawa ręka)
- Dieudonné Costes
- Marcel Dassault
- Claude Debussy
- Henri Farman
- Edgar Faure
- Gabriel Fauré
- Hervé Faye
- Fernandel
- Emmanuel Frémiet
- Dominique Frémy[1][2][3]
- Maurice Gamelin
- Jean Giraudoux
- Givenchy (grobowiec rodzinny)
- Guerlain (grobowiec rodzinny)
- Gabriel Hanotaux
- Robert Hersant
- Jacques Ibert
- Georges Mandel
- Édouard Manet
- Marnier Lapostolle (grobowiec rodzinny)
- Alexandre Millerand
- Octave Mirbeau
- Berthe Morisot
- Leila Pahlawi
- Jean Patou
- Natalia Szeremietjewska – księżna Romanowska-Brassowska, morganatyczna żona niedoszłego cara Rosji Michała II
- Renault grobowiec rodzinny
- Haroun Tazieff
- Sidney Gilchrist Thomas
- Renee Vivien